# George Abela
George Abela, KUOM (n. 22 aprilie 1948, Ħal Qormi⁠(d), Southern Region (Nofsinhar)⁠(d), Malta) este un politician maltez care a fost președinte al Maltei din aprilie 2009 până în aprilie 2014.

## Tinerețe
Abela s-a născut în Qormi, Malta, în familia lui George și Ludgarda (născută Debono) Abela. A învățat la școala primară locală din Qormi și apoi la liceul din Hamrun. În 1965 s-a înscris la Universitatea din Malta, unde a obținut diploma de licență în arte. Și-a continuat studiile ca profesor pentru o scurtă perioadă și a devenit notar public, iar în 1975 a absolvit ca avocat. El a fost imediat angajat de Uniunea Generală a Muncitorilor în calitate de consultant juridic și a lucrat în cadrul Uniunii timp de 25 de ani, obținând astfel o experiență considerabilă în dreptul muncii.

## Familie
George Abela este căsătorit cu Margaret (născută Cauchi). Împreună au doi copii, Marija și Robert. Robert Abela a fost ales prim-ministru al Maltei în 2020, după ce a câștigat conducerea Partidului Laburist din Malta.

## Asociația de Fotbal a Maltei
În 1982, după ce a fost președinte al Qormi FC, George Abela a fost ales președinte al Asociației de Fotbal a Maltei (MFA). El a adus schimbări în cadrul MFA și a îmbunătățit infrastructura, construind terenuri de antrenament, o sală de gimnastică și o clinică de fizioterapie și instalând iluminatul artificial. Jucătorii echipei naționale de fotbal din Malta au fost antrenați pentru prima dată în condiții profesioniste.

## Partidul Laburist
După zece ani, în 1992, a părăsit funcția din cadrul Asociației de Fotbal și a preluat rolul de lider adjunct responsabil pentru afacerile partidului din cadrul Partidului Laburist. După victoria electorală a partidului în 1996, el a fost numit consultant juridic al prim-ministrului Alfred Sant și, prin urmare, a participat la ședințele de cabinet. În 1997 a demisionat din acest post, în urma unui dezacord cu premierul Alfred Sant. În 1998, a întrerupt toate legăturile cu Partidul Laburist din cauza dezaprobării sale cu privire la decizia executivului partidului de a convoca alegeri anticipate, considerată necesară din cauza crizei parlamentare de la momentul respectiv. În anul 2000 a renunțat la administrația Uniunii Muncitorilor și a întrerupt oficial toate legăturile cu organizația.
Din 2000 s-a concentrat asupra practicii sale juridice private, acționând în calitate de consultant juridic pentru diferite entități guvernamentale, inclusiv Autoritatea de Mediu și Planificare din Malta (MEPA) și Comitetul de acțiune de direcție al Uniunii Europene (MEUSAC). Aceste reprezentări, alături de critica sa persistentă publică față de Uniune, au determinat mass-media să speculeze cu privire la o nouă afinitate cu administrația naționalistă, în special cu prim-ministrul Edward Fenech Adami și ministrul de cabinet Austin Gatt. Aceste speculații s-au dovedit a fi foarte influente în alegerile din partid din 2008. De asemenea, Abela a acționat în calitate de consultant juridic pentru patru sindicate nou înființate, inclusiv la Malta Dockers' Union.
El a contestat alegerile pentru noul lider al Partidului Laburist după demisia lui Alfred Sant în 2008, împreună cu Evarist Bartolo, Marie Louise Coleiro Preca, Joseph Muscat și Michael Falzon. Alegerile a fost decise în urma unui vot între Abela și Muscat, care a avut loc pe 6 iunie 2008. Abela s-a clasat pe locul al doilea cu 291 de voturi (33,64%), în urma lui Joseph Muscat, care a obținut 574 de voturi (66,36%). Nou ales, Joseph Muscat l-a invitat imediat pe Abela să participe la afacerile partidului sub noua conducere, iar Abela a fost numit reprezentant al Partidului Laburist în cadrul Comitetului de acțiune de direcție Malta-UE (MEUSEC).

## Președinție
Pe 12 ianuarie 2009, prim-ministrul Lawrence Gonzi a anunțat că guvernul îl propune pe George Abela drept următorul președinte al Maltei. El îl va fi succedat pe Eddie Fenech Adami, al cărui mandat de cinci ani ca președinte al Maltei expira pe 4 aprilie 2009. Aceasta a fost prima dată în istoria malteză când guvernul a numit un președinte din opoziție. Abela a demisionat din MEUSAC și Partidul Laburist, deschizând astfel calea succesiunii. Pe 1 aprilie 2009, Camera Reprezentanților l-a aprobat pe George Abela drept al optulea președinte al Republicii. Moțiunea a fost propusă de premierul Gonzi și a fost susținută de liderul opoziției, Joseph Muscat. Pe 4 aprilie 2009, la prânz, George Abela a fost învestit în funcția de președinte al Maltei de către Președintele Camerei, Louis Galea.
„Trebuie să existe o doză rezonabilă de optimism și curaj. Dar curajul, optimismul și speranța nu sunt suficiente. Trebuie să ne dezvoltăm cultura învățând să ne economisim banii și să fim precauți să nu cheltuim mai mult decât ne putem permite”, a spus Abela.

## Onoruri
- Malta: Ordinul Național de Merit, în calitate de Președinte al Maltei
- Lituania: Ordinul Vytautas cel Mare în grad de mare cruce (17/05/2012) [7]
- România: Ordinul național „Steaua României”
- Spania: Ordinul „Isabela Catolica” în grad de mare cruce cu colan (20/11/2009)[8]